# 瓦西里·科兹洛夫
瓦西里·伊万诺维奇·科兹洛夫（俄语：Василий Иванович Козлов；1907年2月18日—1967年12月2日），苏联党和国家领导人，陆军少将军衔。曾任白俄罗斯苏维埃社会主义共和国人民委员会副主席、白共（布）明斯克州委地下第一书记、明斯克州游击队总指挥、明斯克市委第一书记、白俄罗斯苏维埃社会主义共和国最高苏维埃主席、最高苏维埃主席团主席、苏联最高苏维埃主席团副主席等职务。

## 生平
- 1907年2月18日出生于莫吉廖夫省日洛宾斯基区扎格拉季耶村的一个农民家庭。
- 1919年-1925年，日洛宾火车站仓库锁匠。
- 1925年-1928年，红军维捷布斯克第5铁路团服役。1927年加入联共（布）。
- 1928年-1929年，当地区政府讲师。
- 1929年-1933年，明斯克列宁共产主义大学学习。
- 1933年-1934年，切尔文斯基区、日洛宾斯基区集体农庄党委组织部长。
- 1934年-1937年，斯塔罗宾拖拉机站主任。
- 1937年-1938年，白共（布）斯塔罗宾区委第一书记。
- 1938年-1940年，白共（布）明斯克州切尔文斯基区委第一书记。
- 1940年-1941年1月，白俄罗斯苏维埃社会主义共和国人民委员会副主席。
- 1941年1月-1942年11月，白共（布）明斯克州委第二书记。
- 1941年7月-1944年7月，白共（布）明斯克州委地下书记。期间，1942年3月-1944年7月，明斯克州游击队总司令，陆军少将军衔。
- 1942年11月-1948年1月，白共（布）明斯克州委第一书记兼明斯克市委第一书记。
- 1947年3月-1948年3月，白俄罗斯苏维埃社会主义共和国最高苏维埃主席。
- 1948年3月-1967年12月，白俄罗斯苏维埃社会主义共和国最高苏维埃主席团主席兼苏联最高苏维埃主席团副主席。
- 1967年12月2日因病于明斯克逝世，享年60岁。葬于明斯克东郊公墓。

科兹洛夫是苏共19-23大代表；第20-22届中央候补委员，第23届中央委员；第2-5届苏联最高苏维埃联盟院代表、第6-7届苏联最高苏维埃民族院代表，第2-6届白俄罗斯苏维埃社会主义共和国最高苏维埃代表。

## 荣誉
- 苏联英雄称号（1942）
- 五次列宁勋章
- 红旗勋章
- 劳动红旗勋章
- 两次一级卫国战争勋章
- 一级卫国战争游击队员奖章
- 1941-1945年伟大卫国战争战胜德国奖章
- 1941-1945年伟大卫国战争中忘我劳动奖章
- 劳动英勇奖章